# Ivo Hennemann

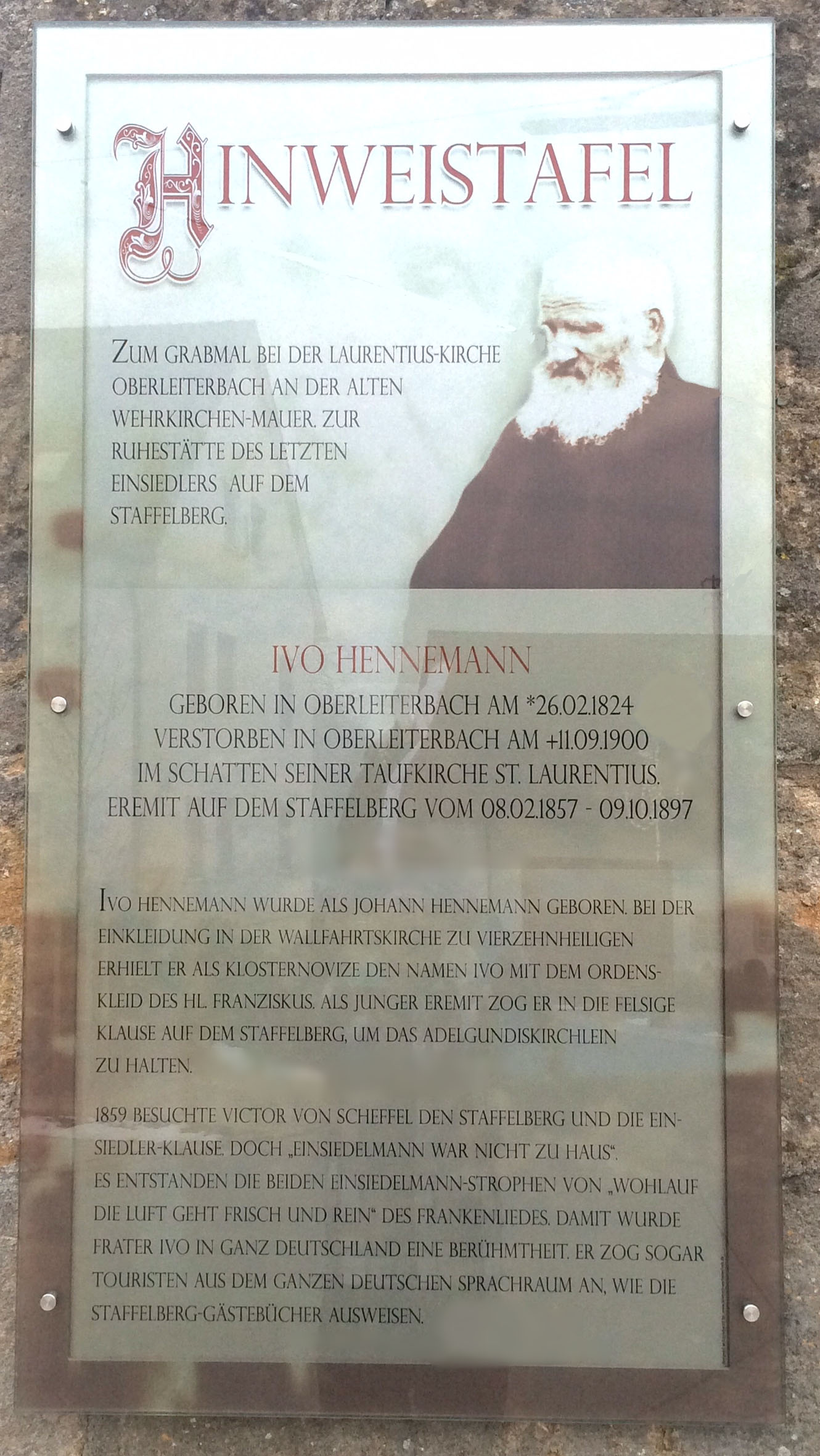
Gedenktafel für den Einsiedler Ivo Hennemann an der Kirchenmauer Oberleiterbach

Ivo Hennemann (* 26. Februar 1824 in Oberleiterbach als Johann Hennemann; † 11. September 1900 ebenda) war ein deutscher Eremit.

## Leben
Der Einsiedler Ivo Hennemann wurde am 26. Februar 1824 als Johann Hennemann in Oberleiterbach, Haus Nummer 1 (heute Einsiedler-Ivo-Straße 3), geboren. Bei der Einkleidung in der Wallfahrtsbasilika Vierzehnheiligen erhielt der Franziskaner-Novize den neuen Namen.
Ivo Hennemann wurde bekannt dank des Frankenlieds von Joseph Victor von Scheffel, der ihn 1859 in zwei der sechs Strophen erwähnte. Vom 8. Februar 1857 bis zum 9. Oktober 1897 lebte er in der Klause auf dem Staffelberg. Am 11. September 1900 starb er in seinem Heimatort Oberleiterbach.
Sein Grab findet sich noch heute inmitten der Wehrmauern, die die Sankt-Laurentius-Kirche schützen.
Oberleiterbach liegt am fränkischen Jakobsweg. Im Jahr 2014 ließ der örtliche Soldaten- und Kameradschaftsverein eine Hinweistafel im Gedenken des berühmtesten Sohn des Ortes errichten. Diese findet sich direkt an der Wehrmauer. Außerdem wurden eine Grundschule und eine Straße nach ihm benannt.